# Milícia Francesa
La Milícia Francesa fou una organització política i paramilitar de França, creada el 30 de gener de 1943 pel Govern de Vichy per lluitar contra la Resistència, qualificada de «terrorista».

## Perfil de l'organització

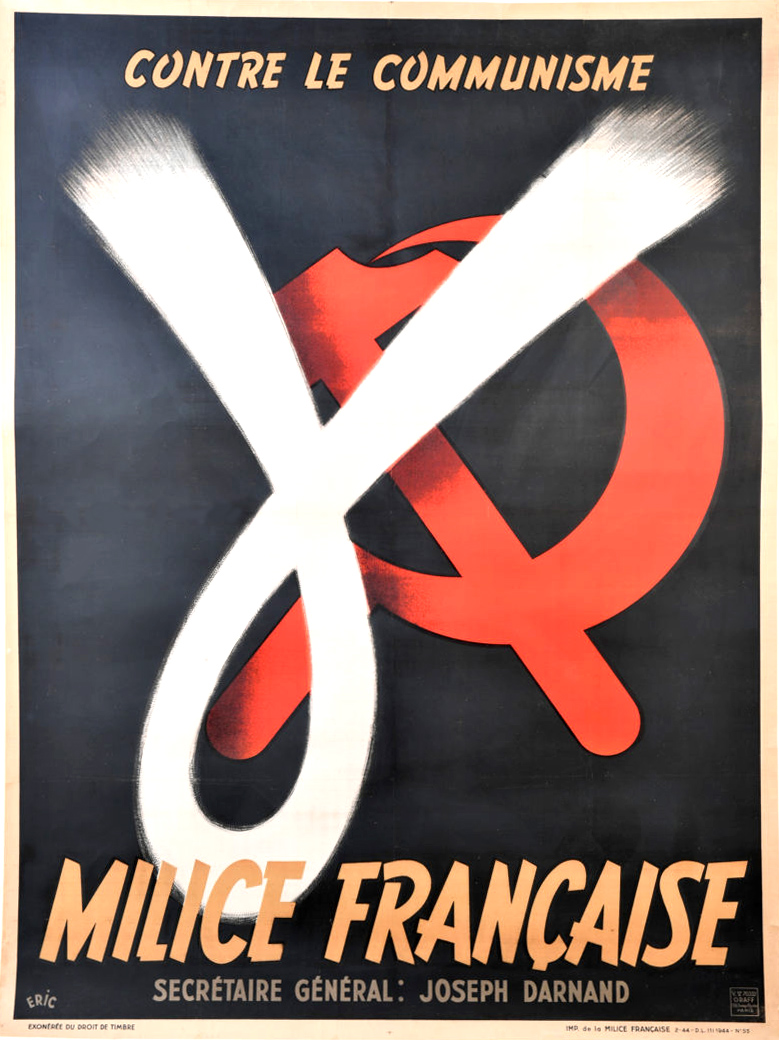
Cartell de reclutament.

Com a cos local complementari de la Gestapo, els milicians participaren també de les persecucions dels jueus, dels que es resistien al "Servei de Treball Obligatori" i de tots els opositors coneguts pel règim. Fou una policia política com les de totes les dictadures, formada per elements partidaris del règim, a més de ser una força policial de manteniment de l'ordre.
Els seus caps foren Pierre Laval i sobretot Joseph Darnand, secretari general i fundador del "Servei d'Ordre Legionari", precursor de la Milícia Francesa.
Organització de tipus feixista, s'anomenava "moviment revolucionari", però no fou altra cosa que un grup anti-republicà, anticomunista, antisemita, anticapitalista, nacionalista (tot i que relativament, atès el seu col·laboracionisme amb els ocupants alemanys), proautoritari i violent.
Igual que feien els nazis, els milicians practicaven habitualment la delació, la tortura, els segrestaments i les execucions sumàries i arbitràries. La pràctica sistemàtica de la violència i els nombrosos excessos, així com el seu col·laboracionisme, contribuïren a mantenir-los minoritaris entre la població francesa, i mai no van ser més de 15.000 membres.

## La policia política

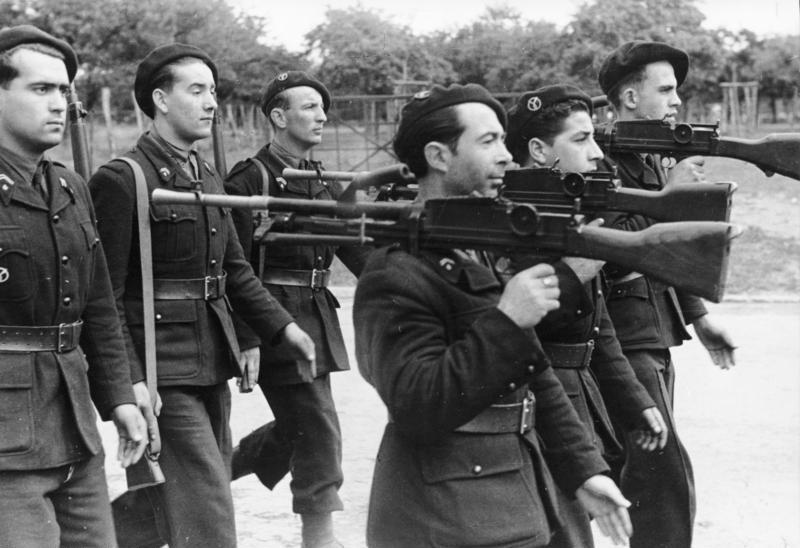
Milicians desfilant el 1944.

La Milícia acabà substituint la policia ordinària i cooperà amb la Gestapo, principalment en la persecució i captura dels jueus. Tenia una tropa de xoc, la Franc-Garde, que participà en la repressió dels maquis, grups armats de resistents a l'ocupació alemanya, durant l'hivern de 1943 a 1944.
La Llei del 20 de gener del 1944, ja a la fase final del domini nazi, autoritzà la Milícia a constituir tribunals militars per a judicis sumaríssims, compostos de tres jutges, tots milicians, que de forma anònima pronunciaven sentències a mort que s'executaven immediatament.
El gener del 1944, la Milícia es desplegà pel nord de França, a la zona ocupada, i s'hi incorporaren molts més col·laboracionistes que vivien en aquella zona.

## La fi de la Milícia

### La retirada
Amb l'Alliberament de França, la Milícia fou dissolta pel Govern provisional de la República francesa (GPRF) el 9 d'agost del 1944.
Joseph Darnand ordenà el replegament general dels milicians l'agost del 1944. Tot i així, alguns milicians es van quedar enrere i participaren en alguns combats en territori francès al costat dels alemanys.
Uns 2.500 milicians i les seves famílies s'exiliaren a Alemanya, on 1.800 quedaren incorporats a la Divisió Carlemany junt amb els altres francesos que ja integraven unitats militars alemanyes. Tanmateix, Joseph Darnand hagué de cedir el comandament a un general alemany i fou destinat al nord d'Itàlia amb 500 francs-gardes a perseguir partisans.

### La depuració
Amb la retirada dels alemanys, els milicians foren sovint els objectius preferits de la "depuració salvatge" endegada per les Forces franceses de l'interior (FFI). Molts foren executats sumàriament, de vegades en grup.
La "depuració legal", en canvi, organitzada pel govern provisional, condemnà tants milicians a mort, com a presó, com a treballs forçats.
Joseph Darnand, capturat finalment a Itàlia pels britànics, fou lliurat a les autoritats franceses, condemnat a mort i executat el 10 d'octubre del 1945.
El 1994, després de diverses dècades fent la viu-viu, l'antic cap de la Milícia a Lió, Paul Touvier, esdevingué el primer francès condemnat per crims contra la humanitat (morí a la presó el 1996).